# Gabonees olympisch voetbalelftal (mannen)
Het Gabonees olympisch voetbalelftal is de voetbalploeg die Gabon vertegenwoordigt op het mannentoernooi van de Olympische Spelen en de Afrikaanse Spelen.

## 1968-1988: Gabonees elftal
In 1968 nam het Gabonees elftal voor het eerst deel aan de kwalificatie, maar kwam niet door de eerste kwalificatieronde, net als later in 1972 en 1984.

## Sinds 1992: Gabonees elftal onder 23
Sinds de kwalificatie voor de Olympische Spelen 1992 geldt voor mannen dat ze maximaal 23 jaar mogen zijn (met 1 januari van het olympisch jaar als peildatum). Gabon wist zich voor het eerst in 2012 te kwalificeren door verrassend het Afrikaans kampioenschap onder 23 in 2011 te winnen. Twee gelijke spelen waren niet genoeg om de kwartfinale op de spelen zelf te halen.

## Andere toernooien
Het Gabonees olympisch elftal probeert zich ook voor de Afrikaanse Spelen te kwalificeren, hetgeen tot op heden niet gelukt is. Wel nam het deel aan de Jeux de la Francophonie, waar in 2001 de kwartfinale na strafschoppen werd verloren van Kameroen.